# Le Chat de Frankenstein
Le Chat de Frankenstein (Frankenstein's Cat) est une série télévisée d'animation franco-britannique en trente épisodes de 10 minutes créée par Curtis Jobling diffusée depuis le 29 octobre 2007 sur France 3, et sur Boomerang à partir du 25 août 2008. Elle est rediffusée sur Boing à partir d'avril 2010 puis sur Gulli à partir du 6 octobre 2010 et du 10 janvier jusqu'au 2 juin 2015 sur France 4 dans l'émission Ludo.
Au Royaume-Uni, elle est diffusée sur CBBC à partir de janvier 2008 au 8 mars 2008.
Au Québec, elle aurait été diffusée à partir de novembre 2009 à Télétoon.

## Synopsis
Un jour, le fameux Docteur Victor Frankenstein créa Neuf, un monstre composé de morceaux corporels de neuf chats (un persan, un siamois, un chartreux, un birman et des chats de gouttière). Bien que considéré comme un échec, le jeune matou artificiel est sociable et amical; ce qui lui vaut l'amitié de Lottie, une fille chtarbourgeoise rejetée par les garçons de son âge. 

## Distribution

### Voix anglaises
- Joe Pasquale : Neuf, le chat
- Alex Kelly (actrice) : Lottie
- Keith Wickham : Dr Frankenstein, Casse-Pieds, Cerveau
- Teresa Gallagher : Sweeny
- Jimmy Hibbert : Grosse Tête, Mr Crumble

### Voix françaises
- Christophe Lemoine : Neuf, le chat
- Lutèce Ragueneau puis Lisa Caruso : Lottie
- Patrice Dozier : Frankenstein
- Anne Mathot : Sweeny
- Isabelle Leprince : Fifi
- Michel Prud'homme : le maître d'école + le chasseur de monstres
- Hervé Rey : Roland
- Laura Préjean : Heidi
- Laurence Sacquet
- Thomas Sagols : Hervé, un ami de Roland
- Dominique Westberg
- Jérôme Pauwels : Le maire (père de Roland)

## Liste des épisodes
1. Heidi dit aïe !
2. Sale bouton
3. Les Anomalies
4. La Chasse aux monstres
5. L'Apprentie
6. Le Mur
7. L'Anniversaire
8. La Disparition du château
9. Le Grand Nettoyage
10. Le Billet gagnant
11. Halloween
12. La Fête du foin
13. Élection
14. Cerveaux
15. Bêtes de concours
16. Superhéros
17. La Nuit du doudou
18. Doublure de star
19. La Petite Nouvelle
20. Le carnaval de l'étrange
21. Vendredi 13
22. Le Cambrioleur aux grands pieds
23. Sans queue ni tête !
24. La Disparition des garçons
25. La Chasse aux souris
26. La Machine à cloner
27. Science loufoque
28. L'horreur des petites boutiques
29. Le Nouveau Meilleur ami
30. La Sorcière

## Commentaires
Ce drôle de dessin animé est adapté d'un livre pour enfants écrit par Curtis Jobling. La série est entièrement réalisée en animation 2D "Flash" et dispose d'un design original et particulier.
Des enfants scolarisés à l'école Charles-Digeon de Saint-Mandé ont réalisés au cours de l'année scolaire 2006-2007 un film d'une minute qui a été intégré à la série télévisée.